# Mask of Sanity
Mask of Sanity (с англ. — «Маска здравомыслия») — четырнадцатый студийный альбом немецкой хэви-метал группы Sinner.

## Об альбоме
Mask of Sanity стал очередным альбомом сольного проекта вокалиста немецкой группы Primal Fear Мэта Синнера. Синнер также стал продюсером записи.
В состав пластинки вошло 11 песен, выдержанных в стиле хеви-метала 1980-х годов. Помимо оригинальных композиций, бонус-треком стала кавер-версия песни Thin Lizzy «Baby Please Don’t Go»

## Реакция критиков
В номере 237 журнала Rock Hard за февраль 2007 года альбом удостоился оценки «7.0». Франк Альбрехт сравнил его с тремя предыдущими — The Nature of Evil (1998), The End of Sanctuary (2000), There Will Be Execution (2003) — и отметил, что группа продолжает играть хеви-метал, избегая экспериментов со звучанием. По мнению Альбрехта, Mask of Sanity выделяется профессиональной записью гитар и ударных, в то время как песни ему лично показались более слабыми, чем предыдущее творчество Мэта Синнера. В заключение обозреватель порекомендовал альбом любителям Thin Lizzy.
На сайте metal.de альбом также оценили на 7 баллов из 10. Маттиас Вайнер посчитал пластинку более интересной, чем последние альбомы Primal Fear, а также обратил внимание на влияние Thin Lizzy. Вайнер назвал оригинальные песни Синнера более интересными, чем кавер-версия «Baby Please Don’t Go», но посетовал на слишком прямолинейное продюсирование, из-за которого все последние альбомы Sinner и Primal Fear звучали похоже.

## Список композиций
| №                   | Название                                                | Длительность |
| ------------------- | ------------------------------------------------------- | ------------ |
| 1.                  | «The Other Side (с англ. — «Другая сторона»)»           | 4:02         |
| 2.                  | «Diary of Evil (с англ. — «Дневник зла»)»               | 4:35         |
| 3.                  | «Badlands (с англ. — «Бесплодные земли»)»               | 3:52         |
| 4.                  | «Black (с англ. — «Чернота»)»                           | 3:59         |
| 5.                  | «The Thunder Roar (с англ. — «Громовой раскат»)»        | 5:16         |
| 6.                  | «The Sign (с англ. — «Знак»)»                           | 4:27         |
| 7.                  | «Revenge (с англ. — «Месть»)»                           | 3:35         |
| 8.                  | «Under the Gun (с англ. — «Под оружием»)»               | 3:42         |
| 9.                  | «Can't Stand the Heat (с англ. — «Не выдерживая жары»)» | 3:42         |
| 10.                 | «No Return (с англ. — «Возврата нет»)»                  | 4:42         |
| 11.                 | «Last Man Standing (с англ. — «Последний герой»)»       | 3:30         |
| Общая длительность: | Общая длительность:                                     | 45:20        |

## Участники записи
- Мэт Синнер — вокал, бас-гитара, бэк-вокал;
- Кристофер Лайм — гитара;
- Том Науманн — гитара;
- Клаус Сперлинг — ударные;
- Фрэнк Рёсслер — клавишные.